# Wolf Friedrich Marschall
Wolf Friedrich Marschall, eigentlich ‘‘Wolfgang Friedrich Marschall‘‘, (* 26. April 1687 in Burgholzhausen; † 28. November 1752 in Naumburg (Saale)) war Erbmarschall in Thüringen, Kammerherr des Königs von Polen und Kurfürsten von Sachsen sowie Erb-, Lehn- und Gerichtsherr von Burgholzhausen und Tromsdorf.
Er stammte aus dem Thüringer Adelsgeschlecht Marschall und war der Sohn von Georg Caspar Marschall und der Elisabeth geb. von Werthern. Der General Ernst Dietrich Marschall war sein Bruder. Vertraglich hatte er sich am 14. August 1724 mit ihm auf eine Teilung des väterlichen Erbes geeinigt und die beiden Rittergüter Burgholzhausen und Tromsdorf erhalten.
Sein Vater war bereits 1694 gestorben, als Wolf Friedrich sieben Jahre alt war.
Aufgrund erheblicher Schulden bemühte sich Wolf Friedrich Marschall ab 1749 um einen Verkauf seiner beiden Rittergüter, wozu jedoch nicht alle Mitbelehnten ihre Einwilligung gaben. Sein Lebensende verbrachte er daraufhin in der Stadt Naumburg, wo er auch starb. Sein Leichnam wurde in das Familien-Erbbegräbnis nach Burgholzhausen überführt und dort beerdigt. Er hinterließ die beiden Söhne Christian Friedrich Marschall (Kammerjunker) und Wilhelm George Marschall (Amtshauptmann, später kursächsischer Geheimer Kammerrat).